# Salvelinus lonsdalii
Salvelinus lonsdalii és una espècie de peix de la família dels salmònids i de l'ordre dels salmoniformes.

## Hàbitat
Viu en zones d'aigües dolces temperades (55°N-54°N, 4°W-2°W).

## Distribució geogràfica
Es troba al Regne Unit.